# Electric Sun
Electric Sun – zespół założony przez Ulego Jona Rotha po odejściu z grupy Scorpions w 1978 roku. Działał przez 7 lat.

## Dyskografia
- „Earthquake” (1979)[2]
- „Firewind” (1981)[3]
- „Beyond the astral skies” (1985)[4]

## Muzycy
- Uli Jon Roth – gitara, wokal
- Ule Ritgen – bas
- Clive Edwards – perkusja (1979)
- Sidharta Gautama – perkusja (1981)
- Clive Bunker – perkusja (1985)
- Michael Flexig – wokal (1985)
- Nicky Moore – wokal (1985)
- Elizabeth Mackenzie – wokal (1985)
- Robert Curtis – skrzypce, wiolonczela (1985)
- Jenni Evans – chórki (1985)
- Dorothy Patterson – chórki (1985)
- Zeno Roth – chórki (1985)
- Rainer Przywara – chórki (1985)